# Riaillé
Riaillé est une commune française située dans l'Ouest de la France, dans le département de la Loire-Atlantique, en région Pays de la Loire. Sa devise est travail et loisir.
La commune fait partie de la Bretagne historique et du Pays nantais. Elle est traversée par l'Erdre.

## Géographie

### Localisation

Situation de la commune de Riaillé dans le département de la Loire-Atlantique.

Riaillé est situé à égale distance, environ 40 kilomètres, de Nantes (au sud-ouest), de Rennes (au nord) et d'Angers (au sud-est).
La commune est également à une vingtaine de kilomètres de Nort-sur-Erdre au sud-ouest, de Candé à l’est, d'Ancenis au sud et de Châteaubriant au nord.
Les communes limitrophes sont les suivantes :

### Géologie et relief
L'altitude maximale est de 88 mètres et son altitude minimale de 17 mètres. Son altitude moyenne est de 53 mètres. Sur une superficie totale de 5 000 hectares, 1 000 hectares sont boisés et 210 hectares sont en plans d’eau.
Le sous-sol présente alternativement des affleurements de schiste et des gisements sableux parfois exploités en carrières à ciel ouvert. Il contient également de nombreuses nappes phréatiques.
Situé dans la haute vallée de l’Erdre, le secteur est vallonné.

### Hydrographie
Outre l’Erdre, on compte de nombreux plans d'eau, dont les étangs de la Poitevinière (ceb) et de la Provostière. Ces derniers, reliés au lac de Vioreau (commune de Joué-sur-Erdre) par une « rigole alimentaire », sont les composantes majeures du réseau bâti sous Napoléon Ier pour réguler le niveau du canal de Nantes à Brest.
Parmi les multiples sources et résurgences, la « fontaine minérale » se caractérise par une eau extrêmement ferrugineuse. Les tentatives d'exploitation de cette eau se sont soldées par des échecs face aux coûts de traitement nécessaires à sa consommation.

### Climat
Pour des articles plus généraux, voir Climat des Pays de la Loire et Climat de la Loire-Atlantique.
En 2010, le climat de la commune est de type climat océanique altéré, selon une étude du CNRS s'appuyant sur une série de données couvrant la période 1971-2000. En 2020, Météo-France publie une typologie des climats de la France métropolitaine dans laquelle la commune est exposée à un climat océanique et est dans la région climatique  Bretagne orientale et méridionale, Pays nantais, Vendée, caractérisée par une faible pluviométrie en été et une bonne insolation. 
Pour la période 1971-2000, la température annuelle moyenne est de 11,9 °C, avec une amplitude thermique annuelle de 13,6 °C. Le cumul annuel moyen de précipitations est de 724 mm, avec 12,5 jours de précipitations en janvier et 6,2 jours en juillet. Pour la période 1991-2020, la température moyenne annuelle observée sur la station météorologique de Météo-France la plus proche, sur la commune de Nort-sur-Erdre à 17 km à vol d'oiseau, est de 12,4 °C et le cumul annuel moyen de précipitations est de 760,4 mm,. Pour l'avenir, les paramètres climatiques de la commune estimés pour 2050 selon différents scénarios d'émission de gaz à effet de serre sont consultables sur un site dédié publié par Météo-France en novembre 2022.

## Urbanisme

### Typologie
Au 1er janvier 2024, Riaillé est catégorisée commune rurale à habitat dispersé, selon la nouvelle grille communale de densité à sept niveaux définie par l'Insee en 2022.
Elle est située hors unité urbaine. Par ailleurs la commune fait partie de l'aire d'attraction d'Ancenis-Saint-Géréon, dont elle est une commune de la couronne,. Cette aire, qui regroupe 12 communes, est catégorisée dans les aires de 50 000 à moins de 200 000 habitants,.

### Occupation des sols
L'occupation des sols de la commune, telle qu'elle ressort de la base de données européenne d’occupation biophysique des sols Corine Land Cover (CLC), est marquée par l'importance des territoires agricoles (70,6 % en 2018), en diminution par rapport à 1990 (71,7 %). La répartition détaillée en 2018 est la suivante : 
zones agricoles hétérogènes (29,3 %), terres arables (25,3 %), forêts (23,3 %), prairies (15,9 %), zones urbanisées (2,7 %), eaux continentales (2,6 %), milieux à végétation arbustive et/ou herbacée (0,7 %), mines, décharges et chantiers (0,1 %). L'évolution de l’occupation des sols de la commune et de ses infrastructures peut être observée sur les différentes représentations cartographiques du territoire : la carte de Cassini (XVIIIe siècle), la carte d'état-major (1820-1866) et les cartes ou photos aériennes de l'IGN pour la période actuelle (1950 à aujourd'hui).

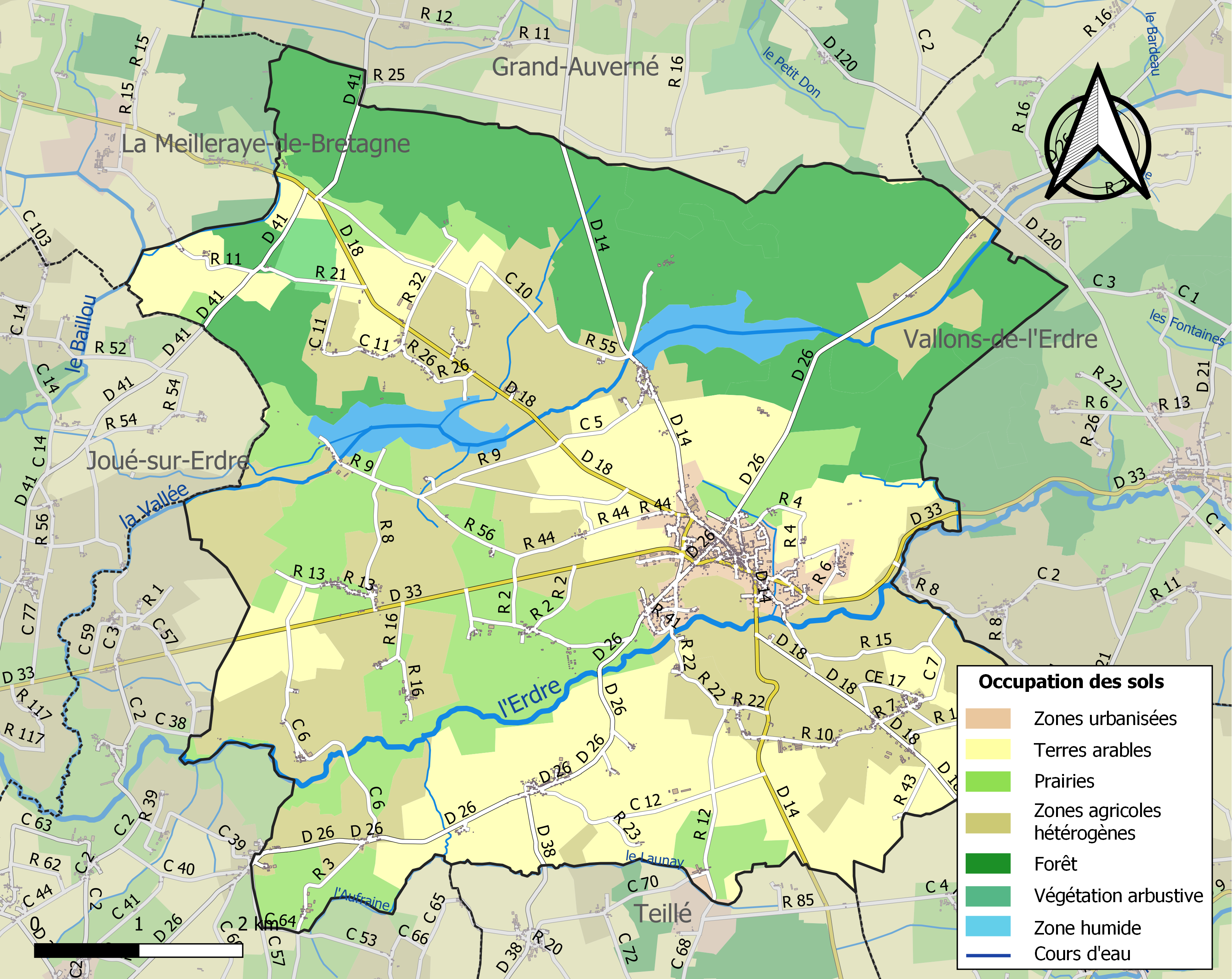
Carte des infrastructures et de l'occupation des sols de la commune en 2018 (CLC).

### Morphologie urbaine
La commune est composée d’un bourg principal et de nombreux lieux-dits listés ci-dessous :
- Ancenis-les-Bois
- Bel-Air
- Bourg Chevreuil
- Chevasné
- Haute Pierre
- l'Aufresne
- l'Enclose
- l'Ionnière
- l'Orée des Bois
- la Barillerie
- la Barre
- la Bénâte
- la Boîte à Lin
- la Brunaie
- la Buchetière
- la Butte des Haies
- la Butte Saint-Ouen
- la Cavalinière
- la Chevauchée
- la Colle
- la Conillère
- la Cour du Bois
- la Croix
- la Davière
- la Favrie
- la Ferrière
- la Fresnaie
- la Garenne
- la Gibonnière
- la Grézerie
- la Hamonière
- la Haute Barre
- la Haye
- la Houssaie
- la Jardière
- la Jouque
- la Justice
- la Maison Neuve
- la Meilleraie
- la Minaudière
- la Moulinière
- la Noë
- la Piardière
- la Pierre Brault
- la Planche
- la Poitevinière
- la Porte
- la Provostière
- la Rouaudière
- la Saulnerie
- la Torchère
- la Touinière
- la Vallière
- la Verrerie
- le Bois Laurent
- le Boisillet
- le Fretais
- le Haut Rocher
- le Logis
- le Moulin de la Meilleraie
- le Moulin Pelé
- le Pâtis
- le Poncereau
- le Pont Chollet
- le Pré Charré
- les Druillais
- les Genêtaux
- les Gripperais
- les Roulais
- les Tertres Hauts
- Saint-Louis
- Saint-Ouen

### Voies de communication et transports
Les grands axes les plus proches sont l’A11 (sortie Ancenis) et la N137 (Nantes—Rennes) sorties Nozay ou Nort-sur-Erdre.
Les axes traversant le bourg sont la D33 (Joué-sur-Erdre—Saint-Mars-la-Jaille), la D18 (Meilleraye de Bretagne—Pannecé) et la D14 (Grand-Auverné—Mésanger).
La gare la plus proche est celle d’Ancenis.
La commune participe au programme de transports en commun LILA mis en place par le Conseil général de la Loire-Atlantique. Les transports scolaires sont gérés par la  Communauté de Communes (COMPA).

### Logement

#### Nature des constructions
L'habitat traditionnel est constitué de murs en moellons et de toitures en ardoises. Les ouvertures sont encadrées de briquettes ou de tuffeau (typiquement angevin) pour les habitations, et de schiste pour les bâtiments utilitaires. Les façades sont soit enduites à la chaux pour les habitations bourgeoises, soit en pierres apparentes.

#### Usage des logements
|                                                     | 1968 | 1975 | 1982 | 1990 | 1999 |
| --------------------------------------------------- | ---- | ---- | ---- | ---- | ---- |
| Nombre de logements                                 | 527  | 614  | 655  | 734  | 749  |
| Nombre moyen d'occupants des résidences principales | 3,4  | 3,2  | 3,0  | 2,8  | 2,6  |

En 1999, sur 624 logements :
- 83,3 % des logements sont des résidences principales, et 2,4 % sont dans des immeubles collectifs ;
- 50 % des logements ont été construits avant 1949, 4,6 % ont été construits à partir de 1990 ;
- 72,4 % des logements sont occupés par leurs propriétaires.

## Toponymie
Le nom de la localité est attesté sous la forme Rialleium en 1141.
Selon Ernest Nègre, le toponyme de Riaillé procès d'un anthroponyme gaulois Regallia associé au suffixe locatif -acos.
Riaillé possède un nom en gallo, la langue d'oïl locale, écrit Riâillë selon l'écriture ABCD ou ·Riâlhë selon l'écriture MOGA. En gallo, le nom de la commune se prononce [əʁjɑjə], et [aʁjɑjə] (...a Riâlhë) en fin de proposition.
En 1943, Théophile Jeusset crée un premier nom breton pour la localité, sous la forme Rielleg. L'Office public de la langue bretonne propose actuellement la forme Rialeg.

## Histoire
D’après les Notes historiques de l'abbé Trochu, le plus ancien document citant la paroisse de Riaillé (Rialleum) daterait de 1132.
L'activité principale de Riaillé, durant plusieurs siècles, est la production de fer : bas-fourneaux puis haut-fourneau de la Poitevinière, forges à la Provostière. L'énergie est fournie par des roues à aubes alimentées par les étangs du Jeanneau (disparu de nos jours), de la Poitevinière, de la Provostière, de la Vallée (paroisse de Joué-sur-Erdre), du Pas-Chevreuil (paroisse de la Meilleraye-de-Bretagne, disparu de nos jours). Le combustible (charbon de bois) est produit par la forêt d'Ancenis-les-Bois, le minerai provient initialement de carrières de Riaillé, puis de la Meilleraye-de-Bretagne et d’Abbaretz ; le fondant (castine) est amené des carrières d'Erbray.
Durant des périodes instables, ces installations industrielles sont saccagées au début du XVIIe siècle par les troupes du duc de Vendôme (gendre de la propriétaire) et, sous la Révolution, par les Chouans du Bas-Anjou et de Haute-Bretagne. Sont reconnus comme meneurs : Joseph Coquereau (Daon), Louis Le Meignan (Petit-Auverné) et Pierre Gourlet (Pannecé). Le personnel des Forges est hostile au Nouveau Régime qui a mis fin à son droit de chasse dans la forêt d'Ancenis-les-Bois, ainsi qu'aux privilèges des corporations.
Après la fermeture des installations métallurgiques vers 1870, l'activité de la commune se limite à l’agriculture, à l'exploitation forestière (scieries) et, depuis quelques décennies, s’oriente vers le tourisme.

## Politique et administration

### Repères historiques
Le canton et la commune sont créés en 1793. Son rattachement à l'arrondissement d'Ancenis a eu lieu en 1801.

### Tendances et résultats
Résultat des élections municipales 2008 :
1 121 votants sur 1 484 inscrits (75,64 % de participation).
La totalité du Conseil Municipal (19 personnes) est désigné au premier tour.
Reconduction de Patrice Chevalier comme maire, et désignation de quatre adjoints :
1. Daniel Genoist, chargé de la voirie et des bâtiments ;
2. André Raitiere, chargé des activités économiques, des finances, et des affaires sociales ;
3. Yvonne Cahier, chargé de l'enfance-jeunesse ;
4. Laurent Saliou, chargé des activités associatives, des sports et de la culture.

### Intercommunalité
Riaillé fait partie de la communauté de communes du pays d'Ancenis.
Ses élus participent également à plusieurs syndicats assurant la gestion de ressources dans un cadre plus large que celui de la communauté de communes :
- syndicat intercommunal à vocation multiple (SIVOM) du canton de Riaillé ;
- syndicat Intercommunal d'alimentation en eau potable de la région d'Ancenis ;
- syndicat intercommunal d'énergie de la région de Riaillé ;
- syndicat Intercommunal du collège Louis Pasteur ;
- syndicat intercommunal pour l'exécution des travaux d'aménagement du bassin versant de l'Erdre.

### Budget et fiscalité
En 2004, la commune compte 994 foyers fiscaux, dont 400 imposés.
Taux des taxes communales en 2006 :
- Taxe d'habitation : 14,42 % ;
- Taxe foncière sur le bâti : 14,20 % ;
- Taxe foncière sur le non bâti : 44,35 % ;
- Taxe professionnelle (intercommunale) : 13,47 %.

| 2001      | 2002      | 2003      | 2004      | 2005      | 2006      |
| --------- | --------- | --------- | --------- | --------- | --------- |
| 1 022 929 | 1 071 440 | 1 062 236 | 1 113 176 | 1 214 952 | 1 250 740 |

## Population et société

### Démographie
Selon le classement établi par l'Insee, Riaillé est une commune multipolarisée. Elle fait partie de la zone d'emploi de Nantes et du bassin de vie de Nort-sur-Erdre. Elle n'est intégrée dans aucune unité urbaine. Toujours selon l'Insee, en 2010, la répartition de la population sur le territoire de la commune était considérée comme « peu dense » : 72 % des habitants résidaient dans des zones « peu denses »  et 28 % dans des zones « très peu denses ».

#### Évolution démographique
Le taux d'évolution global, irrégulier, a globalement, sur la période 1982-1999, un solde naturel négatif et un solde migratoire positif. Ces tendances s'expliquent entre autres par la présence d'une maison de retraite sur la commune.

L'évolution du nombre d'habitants est connue à travers les recensements de la population effectués dans la commune depuis 1793. Pour les communes de moins de 10 000 habitants, une enquête de recensement portant sur toute la population est réalisée tous les cinq ans, les populations de référence des années intermédiaires étant quant à elles estimées par interpolation ou extrapolation. Pour la commune, le premier recensement exhaustif entrant dans le cadre du nouveau dispositif a été réalisé en 2006.

En 2022, la commune comptait 2 358 habitants, en évolution de +1,68 % par rapport à 2016 (Loire-Atlantique : +6,68 %, France hors Mayotte : +2,11 %).
| 1793  | 1800  | 1806  | 1821  | 1831  | 1836  | 1841  | 1846  | 1851  |
| ----- | ----- | ----- | ----- | ----- | ----- | ----- | ----- | ----- |
| 1 445 | 1 619 | 1 575 | 1 711 | 1 980 | 1 821 | 1 892 | 1 926 | 1 960 |

| 1856  | 1861  | 1866  | 1872  | 1876  | 1881  | 1886  | 1891  | 1896  |
| ----- | ----- | ----- | ----- | ----- | ----- | ----- | ----- | ----- |
| 2 067 | 2 083 | 2 182 | 2 213 | 2 349 | 2 380 | 2 382 | 2 370 | 2 268 |

| 1901  | 1906  | 1911  | 1921  | 1926  | 1931  | 1936  | 1946  | 1954  |
| ----- | ----- | ----- | ----- | ----- | ----- | ----- | ----- | ----- |
| 2 131 | 2 136 | 2 059 | 1 824 | 1 841 | 1 795 | 1 761 | 1 734 | 1 743 |

| 1962  | 1968  | 1975  | 1982  | 1990  | 1999  | 2006  | 2011  | 2016  |
| ----- | ----- | ----- | ----- | ----- | ----- | ----- | ----- | ----- |
| 1 720 | 1 739 | 1 677 | 1 655 | 1 735 | 1 722 | 1 898 | 2 176 | 2 319 |

| 2021  | 2022  | - | - | - | - | - | - | - |
| ----- | ----- | - | - | - | - | - | - | - |
| 2 358 | 2 358 | - | - | - | - | - | - | - |

#### Pyramide des âges
La population de la commune est relativement jeune.
En 2018, le taux de personnes d'un âge inférieur à 30 ans s'élève à 37,5 %, soit au-dessus de la moyenne départementale (37,3 %). À l'inverse, le taux de personnes d'âge supérieur à 60 ans est de 24,1 % la même année, alors qu'il est de 23,8 % au niveau départemental.
En 2018, la commune comptait 1 118 hommes pour 1 224 femmes, soit un taux de 52,26 % de femmes, légèrement supérieur au taux départemental (51,42 %).
Les pyramides des âges de la commune et du département s'établissent comme suit.
| Hommes | Classe d’âge | Femmes |
| ------ | ------------ | ------ |
| 1,2    | 90 ou +      | 3,1    |
| 6,0    | 75-89 ans    | 9,7    |
| 15,0   | 60-74 ans    | 13,0   |
| 18,2   | 45-59 ans    | 17,3   |
| 21,4   | 30-44 ans    | 20,0   |
| 15,4   | 15-29 ans    | 14,3   |
| 22,9   | 0-14 ans     | 22,6   |

| Hommes | Classe d’âge | Femmes |
| ------ | ------------ | ------ |
| 0,6    | 90 ou +      | 1,8    |
| 6      | 75-89 ans    | 8,6    |
| 15,1   | 60-74 ans    | 16,4   |
| 19,4   | 45-59 ans    | 18,8   |
| 20,1   | 30-44 ans    | 19,3   |
| 19,2   | 15-29 ans    | 17,4   |
| 19,5   | 0-14 ans     | 17,6   |

### Enseignement
Riaillé dépend de l'académie de Nantes. La commune dispose de deux écoles primaires (une publique, une privée) qui accueillent en 2007 environ 250 élèves, d'un collège (privé) et d'une Maison Familiale offrant des formations en alternance aux métiers para-agricoles.

### Santé
La commune dispose d'une gendarmerie et d'un centre de secours. Outre une pharmacie, trois médecins et une ostéopathe, la commune dispose d'un cabinet médical accueillant orthophoniste, kinésithérapeutes, infirmières et podologue.
La commune dispose également d'une EHPAD (Établissement d'Hébergement pour Personnes Âgées Dépendantes) appelée "Résidence les 3 Moulins"
Les hôpitaux les plus proches se trouvent à Ancenis et Châteaubriant.

### Institutions sportives et culturelles
Les installations culturelles et sportives se composent d'un théâtre (rénové en 2009), une salle de sport, un terrain de football synthétique (créé en 2009), des courts de tennis.
De nombreuses associations utilisent ces installations.

### Cultes
Riaillé dispose d'une église chrétienne, l'église Notre-Dame-de-l'Assomption.

## Économie
Le tourisme, en développement, ne fait pas encore (en 2007) l'objet de publications statistiques.
La création en 2007 d'une zone d'activité de 55 000 m2 recevant entre autres le SDIS-44 doit permettre le développement du tissu des TPE et PME/PMI.
Fin 2007, un projet éolien a obtenu les autorisations nécessaires à son implantation. La mise en service commerciale a eu lieu courant été 2009 pour les 5 premières, et début 2010 pour les 4 suivantes.

### Emploi de la population
En 1999, sur 1 721 habitants, 648 étaient en activité, dont 285 sur la commune même. Le taux de chômage s'établissait à 10,1 % (6,1 % pour les hommes, 15,2 % pour les femmes).

Au 31 décembre 2006, on comptait 58 demandeurs d'emploi, en baisse de 1,7 % par rapport à 2005.

### Secteur primaire
L'agriculture est historiquement un secteur d'activité important. Après une période de déclin, il semble se stabiliser. En 2000, on compte 54 exploitations agricoles  pour une superficie agricole utilisée (SAU) moyenne de 47 hectares. Si les exploitations bovines sont majoritaires (31 sur 54 en 2000), les surfaces de terres sont utilisées à parts quasi égales entre les cultures et les herbages.
Ce secteur comptabilisait 106 actifs en 2000.
La pêche n'est pratiquée qu'à titre de loisir.
La viticulture a disparu avec le remembrement. Les dernières parcelles existantes ne font pas l'objet d'une activité économique.

### Secteur secondaire
- Scierie (principal employeur de la commune)
- Entreprise de mécanique de précision
- Dépôt d'explosifs de la société TITANOBEL.
- Importante activité artisanale (en particulier les corps du bâtiment).

On dénombre, en 2006, 27 entreprises dans ce secteur.

### Secteur tertiaire
- Résidence d'accueil pour le 3e âge.
- Garage automobile.
- Plusieurs commerçants et une supérette.

On dénombre, en 2006, 45 entreprises dans ce secteur.

## Culture et patrimoine
Depuis 2000-2001, la politique municipale a fait le choix d'un développement démographique par l'implantation de nouvelles zones pavillonnaires et le développement de services destinés aux jeunes familles. Outre une nouvelle salle des fêtes, la commune s'est dotée en particulier d'une Maison des Services, et d'un bâtiment abritant une bibliothèque, un centre de loisirs, une garderie, un accueil périscolaire, un restaurant scolaire.
Quelques chiffres relevés pour l'année 2007 :
- la bibliothèque a enregistré 11 800 prêts de livres ;
- le restaurant scolaire a accueilli 190 enfants et sert 18 000 repas ;
- le « Relais assistantes maternelle » recense 128 assistantes ;
- la « Maison des services » a enregistré 2 500 visites et 1 500 appels téléphoniques.

### Culture
Riaillé est situé à la limite de la province de Bretagne et celle de l'Anjou.
On retrouve dans les références de ses habitants, à la fois une orientation vers l'agriculture et l'élevage issue de la Bretagne intérieure (et caractéristique de Châteaubriant dont la foire annuelle et les activités d'abattage sont importantes), et une orientation vers la viticulture, la pêche fluviale ou le commerce issus de l'Anjou et la Vendée, et correspondant à la culture d'Ancenis.

### Sports
Beaucoup de sports sont représentés sur la commune.
- Handball ;
- Tennis ;
- Volley-Ball
- Football

### Patrimoine civil
Le haut-fourneau de la Poitevinière a été construit au XVIIIe siècle et faisait partie des infrastructures de la forge, appartenant à la baronnie d'Ancenis (Charost de Béthune). La forge était alimentée en minerais par les gisements environnants (forêt de l'Arche, Abbaretz), et brûlait le  charbon de bois fabriqué dans les forêts d'Ancenis et de Saint-Mars. L'édifice est bâti en schiste et mesure environ 8 mètres de haut par 9 mètres de côté. Il est doté d'une cuve circulaire.

L'activité de la forge a cessé à la fin du XIXe siècle, le site est désormais désaffecté. Ce haut fourneau a été inscrit aux Monuments Historiques le 1er avril 1986.

Autres composantes du site de la forge de la Poitevinière : Château et étang, maison Huguenin, maison Trébuchet
La Provostière : maison des maîtres de Forges, fin du XVIe siècle, et étang.
La vallée de l'Erdre : moulin de la Benâte, moulin Pelé, fontaine minérale, lavoir.
- Château de la Meilleraie
- Château de la Provostière
- Château d'Ancenis-les-Bois
- Château du Haut-Rocher
- Maison noble de la Cour du Bois
- Domaine des Forges (La Provostière)

Les collines entourant le bourg portent les restes de moulins à vent.

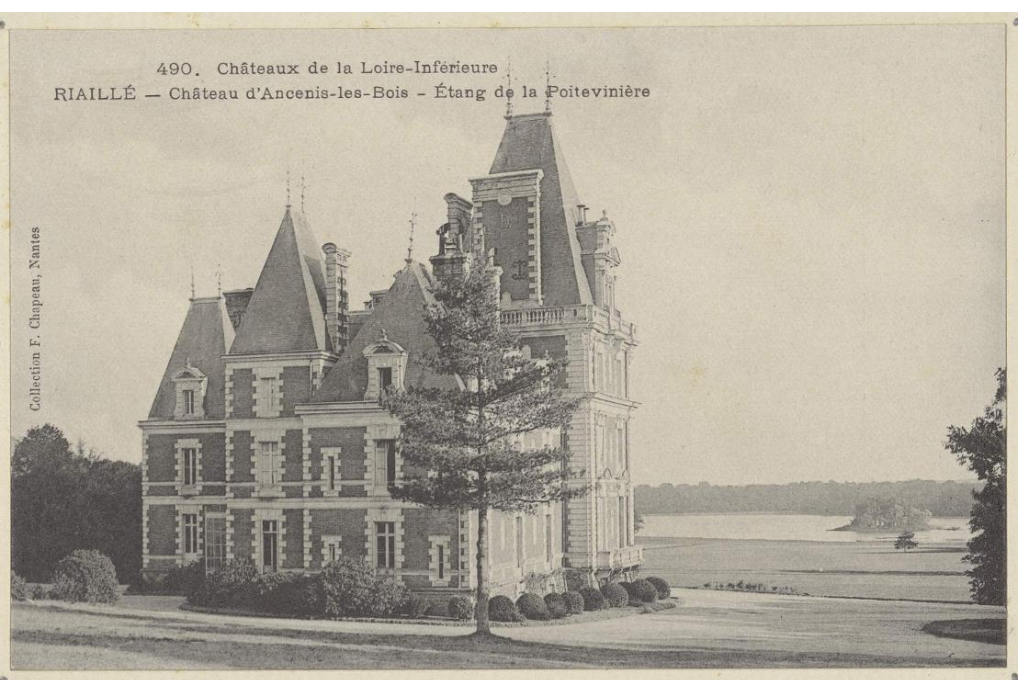
Château d'Ancenis-les-Bois.
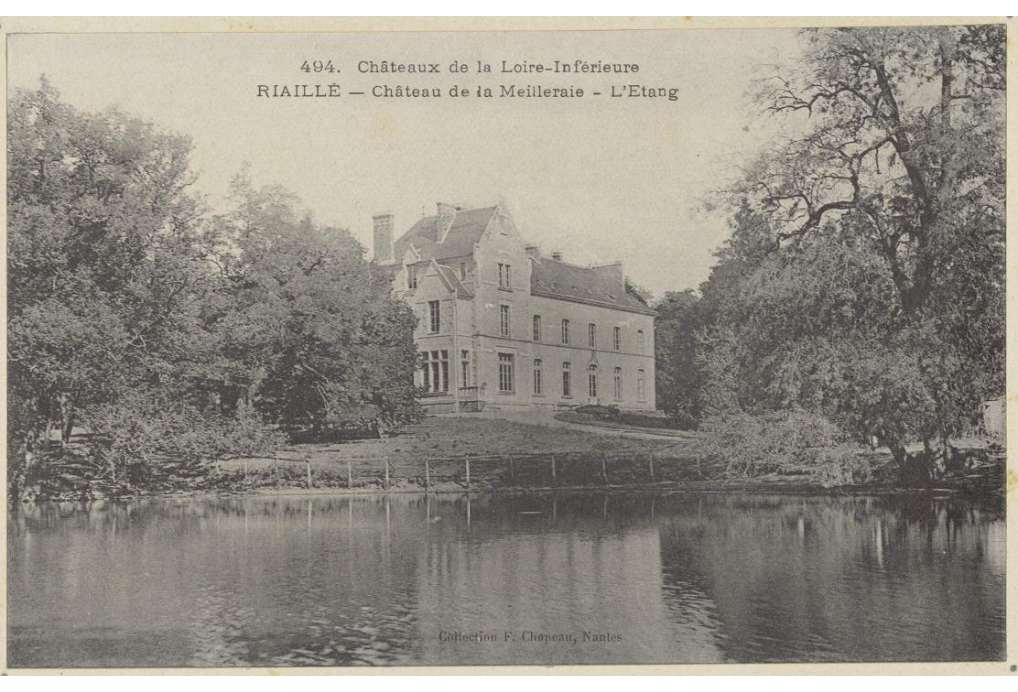
Château de la Meilleraie.
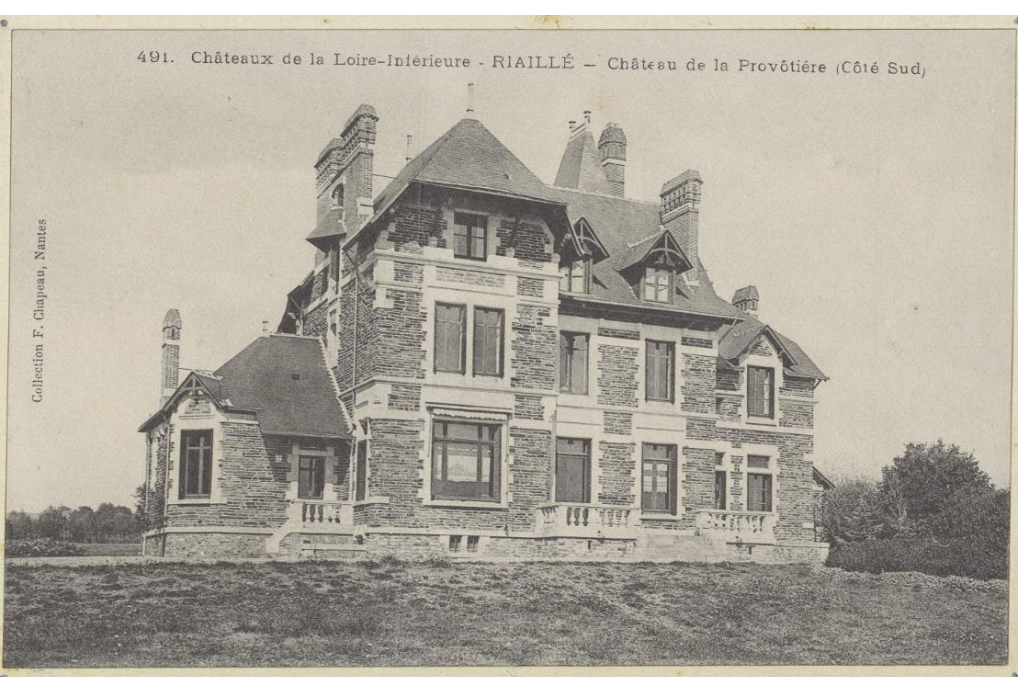
Château de la Provostière.
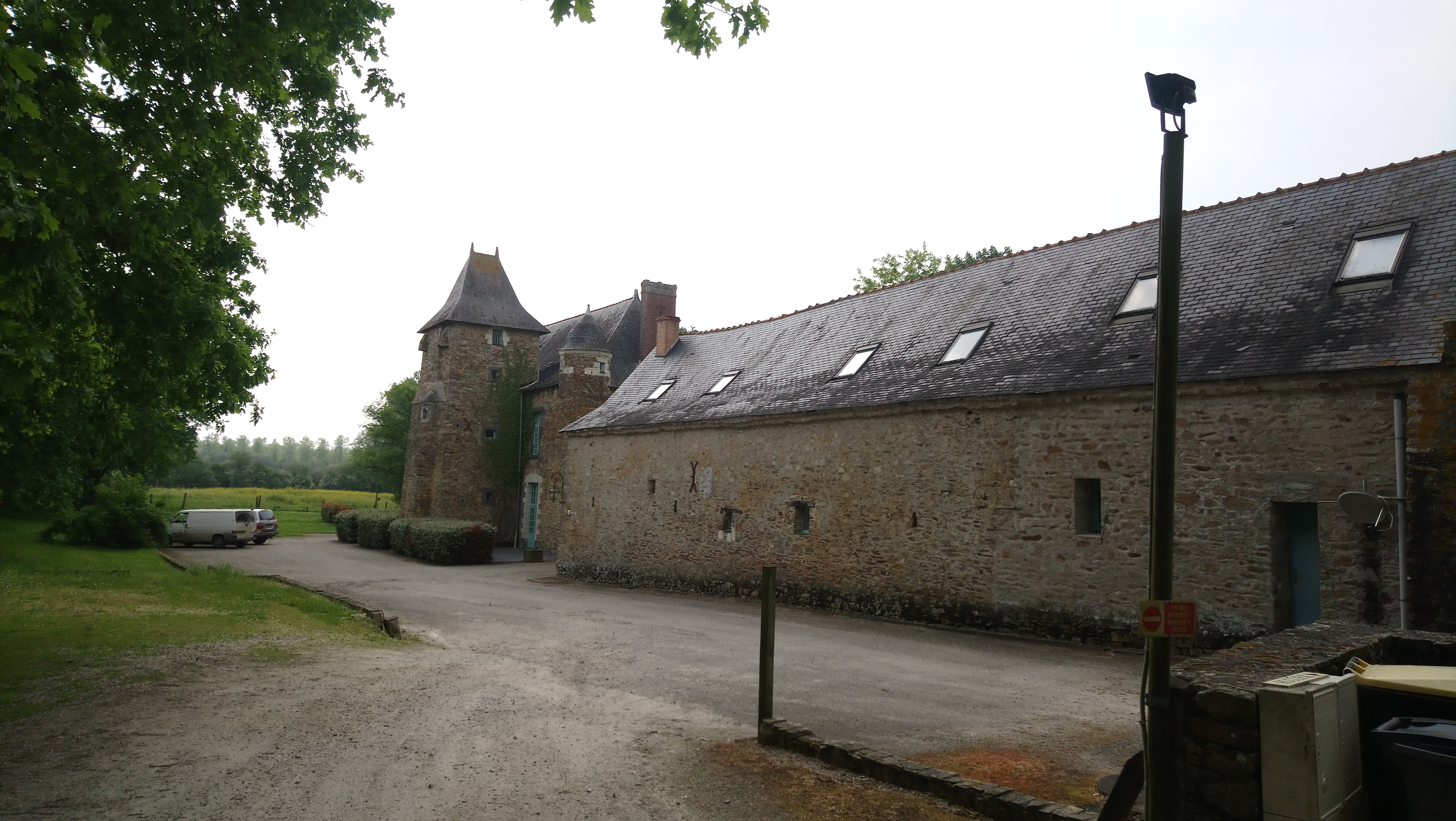
Domaine des Forges.

### Patrimoine religieux
L'église, imposante, est reconstruite entre 1841 et 1887, il semble qu'elle soit assise sur une base antérieure au XVIe siècle.
Les notes historiques évoquent plus de 20 lieux de culte au fil des siècles dont il ne reste que très peu de traces.
Nombreuses niches à la Vierge sur les façades des maisons, tant dans le bourg qu'à la campagne.
Nombreux calvaires, généralement en granit, d'un style proche des calvaires bretons.
Proximité avec l'abbaye Notre-Dame de Melleray, à la Meilleraye-de-Bretagne.

### Patrimoine environnemental
Nombreux étangs et forêts (dont la Forêt d'Ancenis-les-Bois).
Chemins de randonnées (ancienne voie ferrée, chemins de remembrement).

### Emblèmes

#### Héraldique

Blason stylé avec ornement extérieurs.

| Blason | Blasonnement : De sinople à la barre ondée accompagnée d'un phéon en chef à dextre et d'un épi de blé en pointe à sénestre, le tout d'argent. Commentaires : L'écu de sinople (vert) symbolise le territoire de Riaillé qu'arrose d'est au sud-ouest la rivière d'Erdre représentée par la barre ondée d'argent. Le phéon d'argent était une arme de guerre que les Romains fabriquèrent avec les fers de Riaillé. L'épi d'argent indique la vocation agricole de la commune. Blason conçu par Jean Ferré et l'héraldiste Michel Pressensé en mars 1969 (délibération municipale le 26 juin 1969), approuvée par le préfet le 25 juillet 1969, enregistré par la Commission héraldique des archives départementales le 14 avril 1970. |

Blason stylé avec ornement extérieurs. Inscription portée au dos du panneau : Armoiries de Riaillé : De sinople à la barre ondée accompagnée d'un phéon en chef à dextre et d'un épi de blé en pointe à sénestre, le tout d'argent. L'écu est posé sur un tronc d'un chêne issant d'une terrasse en ferronnerie [dont les volutes rappellent les ferronneries médiévales qui utilisaient le minerai et le bois de Riaillé], et tenu par deux chevreuils, le tout d'argent ; les chevreuils sont colletés et bouclés d'or et chargés chacun d'une longe, celui de dextre de Bretagne, qui est d'hermine, celui de sénestre d'Anjou, qui est d'azur fleurdelysé d'or à la bordure de gueules. La devise Travail et Loisirs est peinte en caractères capitaux romains de sable sur un listel de parchemin.

#### Devise
La devise de Riaillé : Travail et loisirs.
Dans la forêt, Jean IV, créateur de l'ordre de l'Hermine, chassait le chevreuil mais ce droit de chasse était commun aux ducs d'Anjou et de Bretagne ; d'où les deux animaux en support et les longes aux couleurs des deux Duchés.
Le souvenir de ces chasses demeure dans l'appellation locale du Bourg-Chevreuil, village qui possède, jusqu'en 1967, des privilèges de borderie sur la forêt de Riaillé, dite forêt d'Ancenis.

### Personnalités liées à la commune
- Philippe-Emmanuel de Lorraine, duc de Mercœur : gouverneur de Bretagne, il y éradique violemment le protestantisme ; baron d’Ancenis, il est propriétaire des forges, des étangs et de la forêt d’Ancenis-les-Bois, en Riaillé.
- Gilles Trébuchet, maître-fondeur à la Poitevinière et arrière-grand-père de Sophie Trébuchet, mère de Victor Hugo ; ce dernier se serait inspiré des événements de Riaillé pour écrire certains passages de son roman : 1793.
- Charles Gaignard, prêtre à Riaillé ;
- abbé Julien Prod’homme, originaire de Pannecé, ancien aumônier des Chouans de l’armée du Bas-Anjou et de Haute-Bretagne, rouvrie, en 1800, l’église de Riaillé, vendue comme bien national en 1794.
- Famille Demangeat : maîtres des forges de Riaillé durant la première moitié du XIXe siècle ; Xavier Demangeat est maire de Riaillé de 1830 à 1832.
- Olivier du Bouchet de Sourches, exploitant des Haut-fourneau de la Poitevinière ;
- Famille de Durfort-Civrac, héritière des forges de la baronnie d’Ancenis, elle est, pendant plus d’un siècle, la bienfaitrice de Riaillé : écoles privées, patronage, etc.
- Famille Bureau
- Louis Yhuel, organiste à Riaillé ;
- Jean Rouaud, écrivain, né en 1952 à Campbon, évoque Riaillé, sous le nom de Riancé, puis directement, dans ses livres autobiographiques et familiaux, notamment Les Champs d'honneur et Des Hommes illustres, sa mère étant originaire de Riaillé.
- Léon Leclerc, homme politique et pomologiste.
- Daniel Gilard, navigateur ;
- Franck Gilard, homme politique.
- Jean-Pierre Le Ridant, homme politique.